# Pseudoleptodesmus rubescens
Pseudoleptodesmus rubescens är en mångfotingart. Pseudoleptodesmus rubescens ingår i släktet Pseudoleptodesmus och familjen Chelodesmidae. Inga underarter finns listade i Catalogue of Life.